# Liste der Kulturgüter in Verzasca
Die Liste der Kulturgüter in Verzasca enthält alle Objekte in der Gemeinde Verzasca im Kanton Tessin, die gemäss der Haager Konvention zum Schutz von Kulturgut bei bewaffneten Konflikten, dem Bundesgesetz vom 20. Juni 2014 über den Schutz der Kulturgüter bei bewaffneten Konflikten sowie der Verordnung vom 29. Oktober 2014 über den Schutz der Kulturgüter bei bewaffneten Konflikten unter Schutz stehen.
Objekte der Kategorie A sind im Gemeindegebiet nicht ausgewiesen, Objekte der Kategorie B sind vollständig in der Liste enthalten, Objekte der Kategorie C fehlen zurzeit (Stand: 1. Januar 2023).

## Kulturgüter
| Foto |                                                                                           | Objekt | Kat. | Typ | Standort                                       | Beschreibung |
| ---- | ----------------------------------------------------------------------------------------- | --- | ---- | --- | ---------------------------------------------- | ------------ |
| ja   | Datei hochladen · Wikidata zu Schloss Marcacci (Q29884114)                                | Schloss Marcacci / Castello del Marcacci KGS-Nr.: 05336                                                                   | B    | G   | Brione, Vicolo Castello 2 704190 / 128138      |              |
| ja   | Datei hochladen · Wikidata zu Pfarrkirche Santa Maria Assunta (Q29884116)                 | Pfarrkirche Santa Maria Assunta / Chiesa parrochiale di Santa Maria Assunta KGS-Nr.: 05337                                | B    | G   | Brione, Via Giovanni Gada 704118 / 128169      |              |
| ja   | Datei hochladen · Wikidata zu Chiesa di Santa Maria degli Angeli (Lavertezzo) (Q3673654)  | Pfarrkirche Beata Vergine degli Angeli / Chiesa parrocchiale della Beata Vergine degli Angeli KGS-Nr.: 05499              | B    | G   | Lavertezzo Valle, Paese 707976 / 123956        |              |
| BW   | Datei hochladen · Wikidata zu Wasserversorgungssystem an den Monti di Rivöira (Q29884259) | Wasserversorgungssystem an den Monti di Rivöira / Sistema di approvvigionamento idrico ai Monti di Rivöira KGS-Nr.: 05500 | B    | G   | Lavertezzo Valle, Cima Revoira 707000 / 125142 |              |
| BW   | Datei hochladen · Wikidata zu Kirche San Bartolomeo (Q3669539)                            | Kirche San Bartolomeo / Chiesa di San Bartolomeo KGS-Nr.: 05771                                                           | B    | G   | Vogorno, Via Valle Verzasca 82 708654 / 121010 |              |
| ja   | Datei hochladen · Wikidata zu Museo di Val Verzasca (Q25399919)                           | Museo di Val Verzasca KGS-Nr.: 08651                                                                                      | B    | S   | Sonogno, er Piazza 4 703752 / 134089           |              |
| ja   | Datei hochladen · Wikidata zu Ponte dei Salti (Q543214)                                   | Ponte dei Salti KGS-Nr.: 09486                                                                                            | B    | G   | Lavertezzo Valle 707737 / 124142               |              |